# Altamont (Missouri)
Altamont é uma vila localizada no estado americano de Missouri, no Condado de Daviess.

## Demografia
Segundo o censo americano de 2000, a sua população era de 218 habitantes. 
Em 2006, foi estimada uma população de 222, um aumento de 4 (1.8%).

## Geografia
De acordo com o United States Census Bureau tem uma área de 
0,7 km², dos quais 0,7 km² cobertos por terra e 0,0 km² cobertos por água. Altamont localiza-se a aproximadamente 312 m acima do nível do mar.

## Localidades na vizinhança
O diagrama seguinte representa as localidades num raio de 16 km ao redor de Altamont. 